# Ward Plummer
Earl Ward Plummer (* 30. Oktober 1940 in Astoria (Oregon); † 23. Juli 2020) war ein US-amerikanischer Physiker, der im Bereich der Oberflächenchemie forschte.

## Werdegang
Plummer erhielt 1962 den BA in Physik und Mathematik am Lewis and Clark College und 1968 den PhD für Physik an der Cornell University. Am National Bureau of Standards war er von 1967 bis 1968 zunächst NRC Fellow, dann bis 1970 Staff Scientist und bis 1973 Assistant Section Chief. Er wechselte an die University of Pennsylvania, wo Plummer bis 1977 als Associate Professor of Physics und bis 1988 als Professor of Physics tätig war. Bis 1992 hatte er die Position des William Smith Professor of Physics inne. Ab 1993 war er an der University of Tennessee als Distinguished Professor of Physics und zusätzlich ab 2009 als Professor of Physics an der Louisiana State University. 2017 wurde er zum Boyd-Professor ernannt, dem höchsten akademischen Rang an der LSU.
Plummer erforschte Phänomene, die sich im Zusammenhang mit einzigartigen Umgebungen auf Oberflächen durch gebrochene Symmetrien oder reduzierter Dimensionalität ergeben, speziell wenn sich elektronische, magnetische und strukturelle Eigenschaften kombinieren.

## Auszeichnungen und Mitgliedschaften
- 1983 Davisson-Germer-Preis[3]
- 1985 Fellow der American Physical Society
- 2006 Mitglied der National Academy of Sciences[4]
- 2014 Mitglied der American Academy of Arts and Sciences